# Lingua battriana
La lingua battriana o battriano è stata una lingua iranica nord-orientale, parlata nella regione della Battria in Asia centrale. La sua forma scritta utilizzò prima l'alfabeto aramaico e poi l'alfabeto greco con l'aggiunta della lettera ϸ. La fonetica del battriano sembra condividere delle caratteristiche con il moderno pasthu e con lingua iraniche centrali come il parto e il sogdiano.
Il battriano fu decodificato nel 1957 da W.B. Henning, dopo la scoperta di un'iscrizione a Surkh Kotal, nei pressi di Baghlan: si trattava della dedica per la fondazione di un santuario da parte dell'imperatore Kanishka, del suo abbandono a causa dell'interruzione dell'acquedotto e del suo restauro da parte di un funzionario dell'imperatore Huvishka, successore di Kanishka.

## Storia
Il battriano era probabilmente parlato dalle popolazioni della Battria prima dell'invasione di Alessandro Magno nel 323 a.C. circa: questo evento segnò l'inizio di due secoli di dominio ellenistico, prima con l'Impero seleucide e poi col Regno greco-battriano, terminato nel 123 a.C. circa con l'invasione degli Yuezhi; questi adottarono l'alfabeto greco per scrivere il battriano, evento unico tra le lingue iraniche.
Il battriano sembra abbia affiancato il greco come lingua ufficiale dei Kushan, discendenti degli Yuezhi, e fu utilizzato nelle loro monete e nelle loro iscrizioni. Nel 1993 è stata ritrovata l'iscrizione di Rabatak, secondo la quale sotto il sovrano Kushan Kanishka (attorno al 120) l'uso della lingua greca fu ufficialmente abolito. L'espansione territoriale dei Kushan permise al battriano di propagarsi in India settentrionale e in parti dell'Asia centrale, fino al Turfan, nella Cina occidentale, dove alcuni manoscritti buddiste e manichee furono prodotti in battriano ancora nel IX secolo, facendone la più recente testimonianza dell'uso del battriano insieme ad alcune iscrizioni ritrovate nella valle del Tochi in Pakistan.